# Samopodoba
Samopodoba je celota predstav, stališč, potez, lastnosti, mnenj in drugih psihičnih vsebin, ki jih človek pripisuje samemu sebi. Samopodoba je ena izmed temeljnih področij osebnosti, ki se postopno oblikuje že od otroštva dalje in se spreminja ter razvija celo življenje. Je pomemben del osebnosti v vsakem življenjskem obdobju in v vsaki situaciji.